# Eviota dorsopurpurea
Eviota dorsopurpurea är en fisk i familjen smörbultar som förekommer i den australiska regionen. Artepitet i det vetenskapliga namnet är sammansatt av de latinska orden dorsum (ovansida) och purpura (purpur).
Levande exemplar har en bred svart strimma från nosen till stjärtfenans början och slutet är avrundat. Kroppen ovanför strimman har en violett färg och Undersidan är vitaktig och i de genomskinliga fenorna är taggstrålarna mörka. Hos museumsexemplar i etanol kan färgerna variera. Vuxna exemplar är 14 till 22 mm långa. I ryggfenan finns 7 taggstrålar och 8 till 9 mjukstrålar, analfenan har en taggstråle och 7 till 9 mjukstrålar. Hos större exemplar har stjärtfenan nära kroppen svarta punkter.
Arten har flera populationer vid Nya Guineas östra kustlinje. Den dyker till ett djup av 26 meter. Fisken vistas över sandig botten och vid korallrev. Den besöker ofta koraller av släktet Acopora.
Korallernas minskning påverkar även fisken. Populationen bedöms som stor och utbredningsområdet är kanske större. IUCN listar arten som livskraftig (LC).